# Исторические области Дагестана

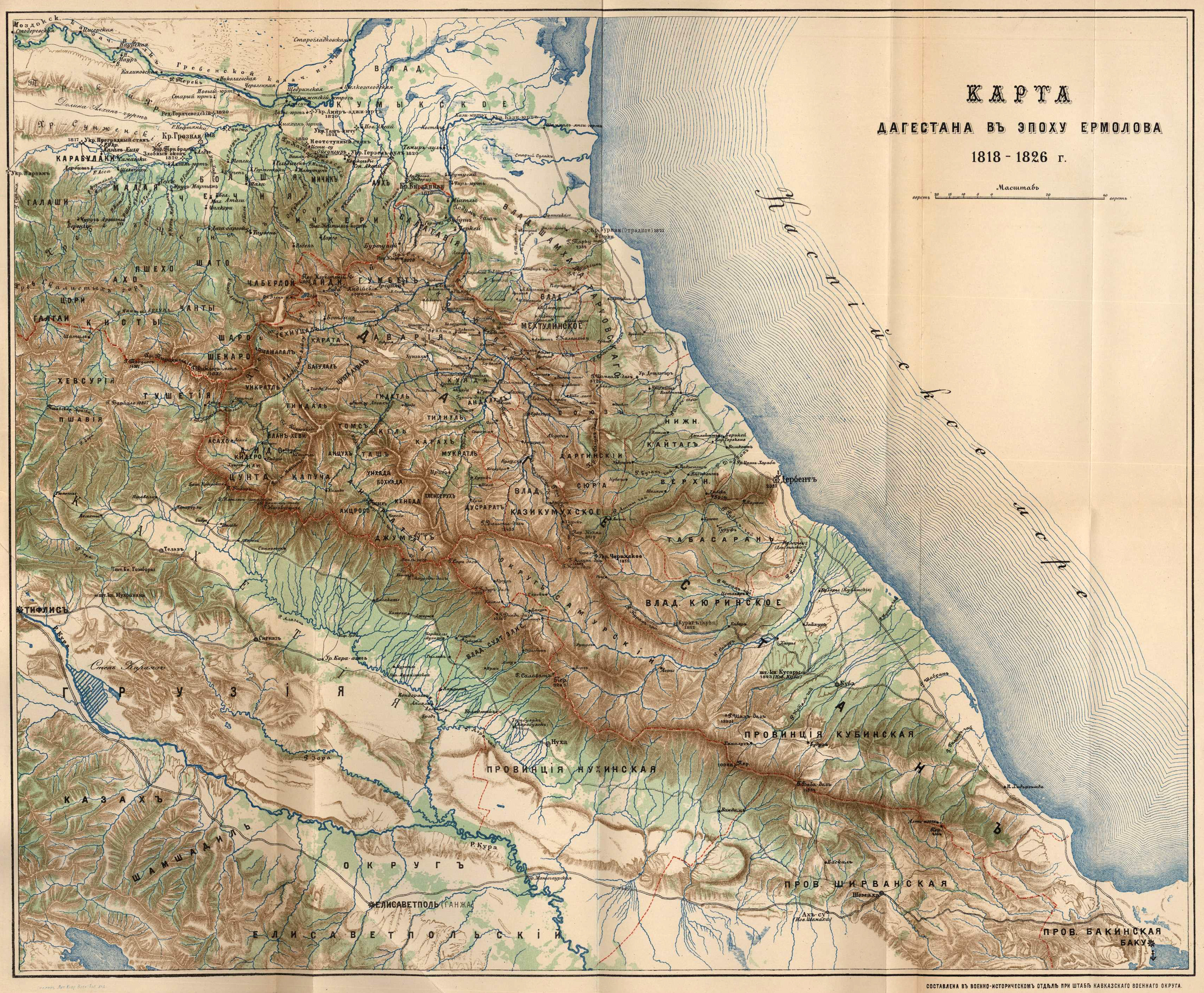
Карта Дагестана в эпоху Ермолова

Исторические области Дагестана можно условно разделить на четыре культурно-географических региона: Северный и средний Дагестан, Западный Горный Дагестан, Центральный и Восточный Горный Дагестан и Юго-Восточный Горный Дагестан.

## Северный и средний Дагестан
- Кумыкия, Кумыкистан, Кумыкская плоскость (кум. Къумукъ тюз) — историко-географическая область во Низменном Дагестане. На севере ограничена рекой Терек, на юге тянется до реки Уллучай. Включает в себя:
  - Засулакскую Кумыкию[1] (Три главных центра — Эндирей, Аксай, Костек).
  - Центральная Кумыкия, называемую Шаухал-улу[2] - территория бывшего Тарковского шамхальства — исторический центр Тарки,
  - Южная Кумыкия [3](входившей в состав Кайтагского Уцмийства и Утамышского султаната) — исторические центры Маджалис и Башлы,
  - Терская Кумыкия. Территория бывшего Брагунского княжества.
- Гумбет — историко-географическая область в Предгорном Дагестане, на левобережье р. Андийское Койсу. Ограничен с севера Андийским хребтом. Центр — с. Мехельта. Входит в Аварию.
- Салатавия — историко-географическая область в Предгорном Дагестане, на левобережье р. Сулак. С севера ограничивается Наратюбинским, с юга — Андийским хребтом и Салатау[4]. В пределах С. расположены следующие р-ны: Казбековский, северная часть Гумбетовского и западная часть Буйнакского. Центр — с. Чиркей.

## Горный Дагестан: Запад
- Авария, Аваристан[5] — историко-географическая область во Внутригорном Дагестане, в междуречье рр. Андийского и Аварского Койсу, на возвышенности. Центр — с. Хунзах.
- Андалал — историко-географическая область во Внутригорном Дагестане, в верховьях р. Каракойсу. С запада ограничивается хр. Шалиб, с востока — хр. Арчалавар. Центр — с. Согратль.
- Андия — историко-географическая область во Внутригорном Дагестане, на левобережье р. Андийское Койсу. С севера ограничена Андийским хребтом. В пределах А. расположен Ботлихский район. Центр — с. Анди.
- Анцух (Анцросо) — историко-географическая область в Высокогорном Дагестане, на северном склоне Главного Кавказского хребта, у верховьев р. Аварское Койсу. Включает центральную и восточную части Тляратинского района. Центр — с. Тлярата.
- Ахвах — историко-географическая область во Внутригорном Дагестане, в междуречье верхнего течения реки Ахвах и реки Аварское Койсу. В пределах А. расположены южная часть Ахвахского и северо-западная часть Чародинского районов. Северный Ахвах имеет этническое название Цунта-Ахвах, а Южный — Ратлу-Ахвах. Центр — с. Кудиябросо. Входит в Аварию
- Багулал — историко-географическая область во Внутригорном Дагестане, на правобережье р. Аварское Койсу. Часть современного Цумадинского района. Центр — с. Хуштада.
- Гидатль — историко-географическая область во Внутригорном Дагестане, на правобережье р. Аварское Койсу. Ограничена хребтами: с севера — Хотодабакди и Табажатлимеэр; на востоке — Шумхуэ; на юге — отрог хр. Нукатль. Центр — с. Урада.
- Гумбет — историко-географическая область в Предгорном Дагестане, на левобережье р. Андийское Койсу. Ограничен с севера Андийским хребтом. Центр — с. Мехельта. Входит в Аварию
- Дидоэтия (Дидо) — историко-географическая область во Внутригорном Дагестане, основная область расселения дидойцев. На западе граничит с Грузией. Территориально в целом соответствует современному Цунтинскому району Дагестана. Центр — с. Бежта.
- Каралал (Калалал) — историко-географическая область во Внутригорном Дагестане, на правобережье р. Аварское Койсу. Часть современного Ахвахского района. Центр — с. Карата.
- Карах — историко-географическая область во Внутригорном Дагестане, в верховьях р. Каракойсу. Ограничена с северо-запада и севера хр. Нукатль, с северо-востока — хр. Шалиб. В пределах К. находится северная часть Чародинского района. Центр — с. Чарода.
- Койсубу[5] (Хиндаляль, Хиндалал) — историко-географическая область во Внутригорном Дагестане. Расположена в нижнем течении рр. Андийского и Аварского Койсу. Ограничена на северо-востоке Гимринским хр. Центр — с. Унцукуль.
- Технуцал — историко-географическая область во Внутригорном Дагестане, на левобережье р. Андийское Койсу. В пределах расположен Ботлихский район. Центр — с. Ботлих.
- Тиндал — историко-географическая область во Внутригорном Дагестане, на правобережье р. Аварское Койсу. В пределах расположен Цумадинский район. Центр — с. Тинди.
- Тленсерух (Кессер) — историко-географическая область во Внутригорном Дагестане, в среднем и верхнем течении р. Тлейсерух, на юге Чародинского р-на. Ограничена с востока хр. Шалиб, с запада — хр. Нукатль. Центр — с. Ириб.
- Ункратль — историко-географическая область во Внутригорном Дагестане, в среднем течении р. Андийское Койсу. Соответствует части Цумадинского района. Центр — с. Кеди.
- Чамалал — историко-географическая область во Внутригорном Дагестане, на левобережье р. Андийское Койсу. В пределах расположены северо-западная часть Цумадинского района Дагестана и северо-восточная часть Шаройского района Чеченской Республики.

## Горный Дагестан: Центр и Восток
- Лакия — название историко-географической области во Внутригорном Дагестане, в верховьях р. Казикумухское Койсу. Область расселения лакцев. Центр — с. Кумух.
- Дарго (Даргиния) — историко-географическая область даргинцев.
  - Сюрга (Сюргу, Сирха) — историко-географическая область во Внутригорном Дагестане, на левобережье р. Хулахерк, в северо-западной части Дахадаевского р-на. Ограничена с юга хр. Хархалтабек. Центр — с. Урари.

- Кайтаг — историческая и географическая область (провинция) в Предгорном Дагестане, область расселения кайтагцев и южных кумыков. Территориально в целом соответствует современному Кайтагскому району Дагестана. Центр — с. Маджалис. Делится на Нижний и Верхний Кайтаг, последний делится на Ирчамул, Шуркант и Каттаган.

## Горный Дагестан: Юго-восток
- Лакз — историко-географическая область в Южном Дагестане. В состав входят ареалы народов Южного Дагестана за исключение табасаранцев.
  - Агул — историко-географическая область во Внутригорном Дагестане, в верховьях р. Чирагчай. С юго-запада ограничивается Самурским хребтом, а с северо-востока — хр. Джуфудаг. Центр — с. Тпиг.
  - Кюра (лезг. Куьре́) — историко-географическая область в Южном Дагестане — одна из основных областей расселения лезгин. Расположена между рекой Самур на юге и областью Табасаран на севере. Территориально соответствует современным Курахскому и Сулейман-Стальскому р-нам Дагестана. Ограничена с запада и юго-запада Самурским хр., с юга — р. Самур. Исторический центр — с. Курах, нынешний — с. Касумкент.
  - Самурская долина — историко-географическая область на юге Дагестана, населённая преимущественно лезгиноязычными народами — лезгины, рутульцы, цахуры. Также проживают лакцы (Аракул, Верхний Катрух), аварцы (Кусур) и азербайджанцы (Нижний Катрух). Самурская долина расположена на юге Дагестана. Географически представляет собой равнинный участок земли вдоль реки Самур от Цахура и Рутула до Каракюре и восточного основания горы Гестинкиль. Исторически Самурской долиной принято считать участок от гребня Самурского хребта на юг, до Главного Кавказского хребта, а именно, территории нынешних Рутульского, Ахтынского и Докузпаринского районов, а также участок Магарамкентского района западнее села Гарах.
    - Горный Магал — историко-географическая область в Южном Дагестане, примуществена заселеная цахурами. Расположена в долине реки Самур. Исторический центр — с. Цахур.
- Табасаран, Табристан (лезг. Тӏапӏас) — историко-географическая область в Южном Дагестане. Включает большую часть (кроме северной) Табасаранского и северную часть Хивского р-нов. Центр — с. Хучни.
- Теркеме (Терекеме) — историко-географическая область в Приморском Дагестане, в северной части Дербентского р-на[6]. С запада ограничивается предгорьями. На востоке омывается Каспийским морем. Центр — с. Уллутеркеме.